# Violsläktet
Violsläktet (Viola) är ett släkte i familjen violväxter. Det finns mellan 400 och 500 violarter runt om i världen. De växer ofta i fuktiga och halvskuggiga lägen. De flesta violer är fleråriga örter, men det finns även några ettåriga samt några små buskar.
Vanligen har violer hjärtformade blad och asymmetriska blommor med fyra uppåtriktade kronblad, två på varje sida, och ett bredare som är nedåtriktat. Olika arter kan ofta skiljas åt genom kronbladens form. Många arter har violetta blommor, som släktnamnet antyder, men det finns även arter med blå, gula, och vita blommor. Tvåfärgade blommor förekommer, ofta blå och gula.
Violer kan användas som dekoration i sallader eller kanderas och användas till desserter. Tablettasken viol är en gammal och fortfarande existerande godissort. Även späda blad är ätbara. Blommor, blad och rötter innehåller A- och C-vitaminer.

## Dottertaxa till Violsläktet, i alfabetisk ordning[1]
- Viola abulensis
- Viola abyssinica
- Viola acanthophylla
- Viola accrescens
- Viola acrocerauniensis
- Viola acuminata
- Viola acutifolia
- Viola adenothrix
- Viola adulterina
- Viola adunca
- Viola aethnensis
- Viola aetolica
- Viola affinis
- Viola aizoon
- Viola ajtayana
- Viola alaica
- Viola alba
- Viola albida
- Viola albiensis
- Viola albimaritima
- Viola albovii
- Viola alexandrowiana
- Viola alexejana
- Viola aliceae
- Viola allchariensis
- Viola alliariifolia
- Viola allochroa
- Viola alpigena
- Viola alpina
- Viola altaica
- Viola amamiana
- Viola ambigua
- Viola anagae
- Viola anceps
- Viola angkae
- Viola angustifolia
- Viola annamensis
- Viola appalachiensis
- Viola araucaniae
- Viola arborescens
- Viola arcuata
- Viola argenteria
- Viola argentina
- Viola arguta
- Viola arophila
- Viola arsenica
- Viola arvensis
- Viola athois
- Viola atropurpurea
- Viola aurantiaca
- Viola aurata
- Viola aurea
- Viola auricolor
- Viola auriculata
- Viola austrosinensis
- Viola awagatakensis
- Viola babiogorensis
- Viola babunensis
- Viola bachtschisaraensis
- Viola badensis
- Viola bakeri
- Viola balansae
- Viola balcanica
- Viola balearica
- Viola baltica
- Viola bangiana
- Viola bangii
- Viola banksii
- Viola barroetana
- Viola basilensis
- Viola batava
- Viola beamanii
- Viola beckeriana
- Viola beckiana
- Viola beckwithii
- Viola beebyi
- Viola berggrenii
- Viola bernardii
- Viola bernoulliana
- Viola bertolonii
- Viola bessarabica
- Viola bethkeana
- Viola bethkei
- Viola betonicifolia
- Viola bezdelevae
- Viola bhutanica
- Viola bicolor
- Viola biflora
- Viola binayensis
- Viola bissellii
- Viola bissetii
- Viola blanda
- Viola blandiformis
- Viola blaxlandiae
- Viola bocquetiana
- Viola bohemica
- Viola boissieuana
- Viola boliviana
- Viola bornmuelleri
- Viola borsodiensis
- Viola borussica
- Viola brachypetala
- Viola brachyphylla
- Viola brandisii
- Viola brauniae
- Viola braunii
- Viola brevicornis
- Viola brevistipulata
- Viola bridgesii
- Viola brittoniana
- Viola bubanii
- Viola buchtienii
- Viola bulbosa
- Viola bulgarica
- Viola burnatii
- Viola bustillosia
- Viola cadevallii
- Viola calcarata
- Viola calchaquiensis
- Viola calcicola
- Viola calderensis
- Viola caleyana
- Viola californica
- Viola cameleo
- Viola canadensis
- Viola canescens
- Viola canina
- Viola caninaeformis
- Viola canninefas
- Viola canobarbata
- Viola capillaris
- Viola carinthiaca
- Viola carpatica
- Viola castillensis
- Viola castillonii
- Viola caucasica
- Viola cazorlensis
- Viola cebennensis
- Viola celinae
- Viola cenisia
- Viola cephalonica
- Viola cerasifolia
- Viola chaerophylloides
- Viola chamaedrys
- Viola chamissoniana
- Viola champlainensis
- Viola changii
- Viola charlestonensis
- Viola chassanica
- Viola cheiranthifolia
- Viola chejuensis
- Viola chelmea
- Viola chenevardii
- Viola chiapasiensis
- Viola chrysantha
- Viola cilicica
- Viola cinerea
- Viola clauseniana
- Viola cleistogamoides
- Viola cluniensis
- Viola cochranei
- Viola collina
- Viola colliniformis
- Viola columnaris
- Viola commersonii
- Viola comollia
- Viola concordifolia
- Viola confertifolia
- Viola congesta
- Viola conjugens
- Viola consobrina
- Viola consocia
- Viola cooperrideri
- Viola coquoziana
- Viola cordifolia
- Viola cornuta
- Viola coronifera
- Viola corralensis
- Viola corsica
- Viola cotyledon
- Viola cracoviensis
- Viola crassa
- Viola crassifolia
- Viola crassiuscula
- Viola crinita
- Viola cryana
- Viola cuatrecasasii
- Viola cucullata
- Viola cuicochensis
- Viola culminis
- Viola cumingii
- Viola cuneata
- Viola cunninghamii
- Viola curicoensis
- Viola curnowi
- Viola curvistylis
- Viola cuspidifolia
- Viola cyathiformis
- Viola czemalensis
- Viola dacica
- Viola dactyloides
- Viola dalatensis
- Viola dasyphylla
- Viola davidii
- Viola davisii
- Viola decipiens
- Viola declinata
- Viola decumbens
- Viola delavayi
- Viola delphinantha
- Viola demetria
- Viola desetangsii
- Viola diamantiaca
- Viola dichroa
- Viola diffusa
- Viola digenea
- Viola dimorphophylla
- Viola dirimliensis
- Viola dirphya
- Viola disiuncta
- Viola dissecta
- Viola dissita
- Viola diversifolia
- Viola doerfleri
- Viola doii
- Viola dolichocentra
- Viola dombeyana
- Viola domeykoana
- Viola domingensis
- Viola donetzkiensis
- Viola douglasii
- Viola dubia
- Viola dubyana
- Viola duclouxii
- Viola dukadjinica
- Viola dyris
- Viola eamesii
- Viola eclipes
- Viola ecuadorensis
- Viola egglestonii
- Viola eichenfeldii
- Viola eizanensis
- Viola eizasieboldii
- Viola ekstroemiana
- Viola elatior
- Viola elegantula
- Viola eminens
- Viola eminii
- Viola epipsila
- Viola epirota
- Viola ermenekensis
- Viola escarapela
- Viola esculenta
- Viola etrusca
- Viola eugeniae
- Viola evae
- Viola exigua
- Viola eximia
- Viola exsul
- Viola faurieana
- Viola fedtschenkoana
- Viola ferrarinii
- Viola filicaulis
- Viola filicetorum
- Viola fischeri
- Viola fissifolia
- Viola flagelliformis
- Viola flavicans
- Viola flettii
- Viola flos-evae
- Viola flos-idae
- Viola fluehmannii
- Viola formosana
- Viola forrestiana
- Viola forskaalii
- Viola fragrans
- Viola frank-smithii
- Viola friderici
- Viola frigida
- Viola frondosa
- Viola fruticosa
- Viola fujisanensis
- Viola funesta
- Viola fuscifolia
- Viola fuscoviolacea
- Viola galeanaensis
- Viola gan-chouenensis
- Viola ganeschinii
- Viola germainii
- Viola gerstlaueri
- Viola glabella
- Viola glabrescens
- Viola glacialis
- Viola glandularis
- Viola glechomoides
- Viola gloggnitzensis
- Viola gmeliniana
- Viola godlewskii
- Viola godoyae
- Viola gotlandica
- Viola gracilis
- Viola gracillima
- Viola grahamii
- Viola grandisepala
- Viola granitica
- Viola granulosa
- Viola grayi
- Viola greatrexii
- Viola greenmanii
- Viola gremblichii
- Viola grisebachiana
- Viola grubovii
- Viola grypoceras
- Viola guadalupensis
- Viola guangzhouensis
- Viola guatemalensis
- Viola guitteanae
- Viola hallieri
- Viola hallii
- Viola hamiltoniana
- Viola hancockii
- Viola hastata
- Viola hederacea
- Viola hediniana
- Viola heldreichiana
- Viola helenae
- Viola helvetica
- Viola hemsleyana
- Viola henryi
- Viola heterantha
- Viola heterophylla
- Viola hieronymi
- Viola hillii
- Viola hirsutula
- Viola hirta
- Viola hirtaeformis
- Viola hirtipes
- Viola hispida
- Viola hissarica
- Viola hiyamae
- Viola hollickii
- Viola holsatica
- Viola hondoensis
- Viola hookeriana
- Viola hortorum
- Viola hossei
- Viola howellii
- Viola huesoensis
- Viola huidobrii
- Viola hultenii
- Viola humilis
- Viola hunanensis
- Viola hungarica
- Viola hymettia
- Viola hyperborea
- Viola hyrcanica
- Viola ibukiana
- Viola ignobilis
- Viola igoschinae
- Viola improcera
- Viola improvisa
- Viola incissecta
- Viola inconspicua
- Viola indica
- Viola insessa
- Viola insignis
- Viola insolita
- Viola irinae
- Viola isaurica
- Viola iselensis
- Viola iwagawae
- Viola ivonis
- Viola jaborneggii
- Viola jaccardii
- Viola jagellonica
- Viola jalapaensis
- Viola jangiensis
- Viola japonica
- Viola jaubertiana
- Viola javanica
- Viola jeniseensis
- Viola jinggangshanensis
- Viola jizushanensis
- Viola joergensenii
- Viola johnstonii
- Viola jooi
- Viola jordanii
- Viola juzepczukii
- Viola kalbreyeri
- Viola kalksburgensis
- Viola kamibayashii
- Viola kapsanensis
- Viola karakalensis
- Viola karakulensis
- Viola karlreicheana
- Viola kauaensis
- Viola keiskei
- Viola kermesina
- Viola kerneri
- Viola keterocarpa
- Viola kiangsiensis
- Viola kisoana
- Viola kitamiana
- Viola kizildaghensis
- Viola kjellbergii
- Viola koehleri
- Viola koritnicensis
- Viola kosanensis
- Viola kosaninii
- Viola kozo-poljanskii
- Viola krascheninnikoviorum
- Viola kunawarensis
- Viola kupcokiana
- Viola kupfferiana
- Viola kupffieri
- Viola kusanoana
- Viola kusnezowiana
- Viola labradorica
- Viola lacaitaeana
- Viola lacmonica
- Viola lactea
- Viola lactiflora
- Viola lainzii
- Viola lanaiensis
- Viola lanceolata
- Viola langeana
- Viola langloisii
- Viola langsdorfii
- Viola lanifera
- Viola laricicola
- Viola latistipula
- Viola lavrenkoana
- Viola lehmannii
- Viola leucopetala
- Viola leunisii
- Viola leyboldiana
- Viola libanotica
- Viola lii
- Viola lilliputana
- Viola lilloana
- Viola limbarae
- Viola lithion
- Viola livonica
- Viola llullaillacoensis
- Viola lobata
- Viola lovelliana
- Viola lucens
- Viola luciae
- Viola luganensis
- Viola lutea
- Viola lyallii
- Viola macedonica
- Viola macloskeyi
- Viola macroceras
- Viola maculata
- Viola magellanica
- Viola magellensis
- Viola magna
- Viola magnifica
- Viola majchurensis
- Viola malteana
- Viola malvesini
- Viola mandonii
- Viola mandshurica
- Viola mantziana
- Viola maoershanensis
- Viola marcetii
- Viola marihelenae
- Viola markensteinensis
- Viola markgrafii
- Viola maroccana
- Viola martii
- Viola martinii
- Viola matczkasensis
- Viola mauritii
- Viola maviensis
- Viola maximowicziana
- Viola maymanica
- Viola mearnsii
- Viola medelii
- Viola megapolitana
- Viola melissifolia
- Viola membranacea
- Viola menitzkii
- Viola mercurii
- Viola merkensteiniensis
- Viola merrilliana
- Viola merxmuelleri
- Viola metajaponica
- Viola meyeriana
- Viola micranthella
- Viola microcentra
- Viola mielnicensis
- Viola milanae
- Viola minuta
- Viola minutiflora
- Viola mira
- Viola mirabiliformis
- Viola mirabilis
- Viola missouriensis
- Viola mistura
- Viola modesta
- Viola modestula
- Viola mollicula
- Viola mollis
- Viola monbeigii
- Viola mongolica
- Viola montagnei
- Viola moupinensis
- Viola mucronulifera
- Viola muehldorfii
- Viola mulfordiae
- Viola muliensis
- Viola munbyana
- Viola munozensis
- Viola murbecki
- Viola muscoides
- Viola nagasawai
- Viola najadum
- Viola nanlingensis
- Viola nannae
- Viola nannei
- Viola nantouensis
- Viola napae
- Viola nassauvioides
- Viola nataliae
- Viola nebrodensis
- Viola neglectiformis
- Viola neilreichiana
- Viola neilreichii
- Viola nemenyiana
- Viola nephrophylla
- Viola neumanniana
- Viola niederleinii
- Viola nitida
- Viola nobilis
- Viola notabilis
- Viola novae-angliae
- Viola nubigena
- Viola nuda
- Viola nuevo-leonensis
- Viola nummulariifolia
- Viola nuttallii
- Viola oahuensis
- Viola oblonga
- Viola obtusa
- Viola obtusoacuminata
- Viola obtusogrypoceras
- Viola occulta
- Viola ocellata
- Viola odontocalycina
- Viola odorata
- Viola oenensis
- Viola oenipontana
- Viola ogawae
- Viola okuharae
- Viola oldhamiana
- Viola oligoceps
- Viola orbelica
- Viola orbiculata
- Viola orbignyana
- Viola orientalis
- Viola orphanidis
- Viola orthoceras
- Viola ovalleana
- Viola ovatooblonga
- Viola oxyodontis
- Viola pacheri
- Viola pachyrrhiza
- Viola pacifica
- Viola painteri
- Viola palatina
- Viola pallascaensis
- Viola palmata
- Viola palmensis
- Viola palustris
- Viola papuana
- Viola paradoxa
- Viola parnonia
- Viola parvula
- Viola pascua
- Viola patrinii
- Viola paxiana
- Viola pedata
- Viola pedatifida
- Viola pedunculata
- Viola pentadactyla
- Viola pentelica
- Viola perinensis
- Viola permixta
- Viola perreniformis
- Viola persicifolia
- Viola petelotii
- Viola peterfii
- Viola phalacrocarpa
- Viola philippiana
- Viola philippica
- Viola philippii
- Viola phitosiana
- Viola pilosa
- Viola pinetorum
- Viola pinnata
- Viola placida
- Viola plantaginea
- Viola poetica
- Viola poltavensis
- Viola polycephala
- Viola polyodonta
- Viola polypoda
- Viola polysecta
- Viola popovae
- Viola populifolia
- Viola portalesia
- Viola porteriana
- Viola portulacea
- Viola praemorsa
- Viola praesignis
- Viola prenja
- Viola preywischiana
- Viola primorskajensis
- Viola primulifolia
- Viola principis
- Viola prionantha
- Viola producta
- Viola prunellifolia
- Viola pseudogracilis
- Viola pseudograeca
- Viola pseudomakinoi
- Viola pseudomirabilis
- Viola pseudosilvatica
- Viola pseudovulcanica
- Viola psychodes
- Viola pubescens
- Viola pulvinata
- Viola pumila
- Viola purpurea
- Viola pusilla
- Viola pusillima
- Viola pygmaea
- Viola pynzarii
- Viola pyrenaica
- Viola raddeana
- Viola radians
- Viola ramosiana
- Viola rauliniana
- Viola raunsiensis
- Viola rausii
- Viola ravida
- Viola redacta
- Viola regeliana
- Viola reichei
- Viola reichenbachiana
- Viola renifolia
- Viola replicata
- Viola reschetnikovae
- Viola reticulata
- Viola rhaetica
- Viola rheophila
- Viola rhodopeia
- Viola rhombifolia
- Viola riloensis
- Viola riviniana
- Viola robinsoniana
- Viola roccabrunensis
- Viola rodriguezii
- Viola roigii
- Viola rossii
- Viola rossowiana
- Viola rostrata
- Viola rosulata
- Viola rotundifolia
- Viola rubella
- Viola rudolfii
- Viola rudolphii
- Viola rugosa
- Viola rupestriformis
- Viola rupestris
- Viola rupicola
- Viola ruppii
- Viola ruprechtiana
- Viola ryoniae
- Viola saccata
- Viola sacchalinensis
- Viola sacculus
- Viola sagittata
- Viola salvatoriana
- Viola samothracica
- Viola sandrasea
- Viola sanensis
- Viola santiagoensis
- Viola sardagnae
- Viola savatieri
- Viola saxatilis
- Viola saxifraga
- Viola scabra
- Viola scandens
- Viola schachimardanica
- Viola schariensis
- Viola schauloi
- Viola schensiensis
- Viola schlarlockii
- Viola schmalhauseni
- Viola schneideri
- Viola schoenachii
- Viola scorpiuroides
- Viola sedunensis
- Viola segniensis
- Viola seleriana
- Viola selkirkii
- Viola sempervirens
- Viola sempervivum
- Viola sennenii
- Viola senzanensis
- Viola seoulensis
- Viola septemloba
- Viola septentrionalis
- Viola serpens
- Viola serpyllifolia
- Viola serresiana
- Viola sfikasiana
- Viola sheltonii
- Viola shikokiana
- Viola shinchikuensis
- Viola sieboldii
- Viola sieheana
- Viola sikkimensis
- Viola silana
- Viola silicestris
- Viola singularis
- Viola sintenisii
- Viola skanderbegii
- Viola skottsbergiana
- Viola slavinii
- Viola slesvicensis
- Viola sokalensis
- Viola somchetica
- Viola sororia
- Viola spathulata
- Viola speciosa
- Viola spegazzinii
- Viola sphaerocarpa
- Viola spuria
- Viola steinbachii
- Viola stewardiana
- Viola stipularis
- Viola stojanovii
- Viola stoloniflora
- Viola striata
- Viola striis-notata
- Viola stuebelii
- Viola suaveolens
- Viola suaviflora
- Viola suavis
- Viola subaffinis
- Viola subandina
- Viola subatlantica
- Viola subcollina
- Viola subdimidiata
- Viola subglabrata
- Viola subhirta
- Viola sublanceolata
- Viola subodorata
- Viola sukaczewii
- Viola sumatrana
- Viola szetschwanensis
- Viola takahashii
- Viola talmensis
- Viola taltalensis
- Viola tanaitica
- Viola taradakensis
- Viola tarbagataica
- Viola tashiroi
- Viola tectiflora
- Viola tenuicornis
- Viola tenuis
- Viola tenuissima
- Viola teplouchovii
- Viola teshioensis
- Viola tessinensis
- Viola texidoris
- Viola tezensis
- Viola thasia
- Viola thibaudieri
- Viola thomasiana
- Viola thomsonii
- Viola thymifolia
- Viola tichomirovii
- Viola tigirekica
- Viola tineorum
- Viola tiroliensis
- Viola tokubuchiana
- Viola tomentosa
- Viola tonkinensis
- Viola tourbillonensis
- Viola triangulifolia
- Viola trichopetala
- Viola tricolor
- Viola tridentata
- Viola triflabellata
- Viola triloba
- Viola trinervata
- Viola trinitatis
- Viola tripartita
- Viola tristicha
- Viola truncata
- Viola tucumanensis
- Viola turkestanica
- Viola tuvinica
- Viola tzvelevii
- Viola ucriana
- Viola uechtritziana
- Viola uliginosa
- Viola ulleungdoensis
- Viola umbraticola
- Viola umbrosa
- Viola uniflora
- Viola unwinii
- Viola urophylla
- Viola utahensis
- Viola utchinensis
- Viola vadimii
- Viola vadutiensis
- Viola vaginata
- Viola wailenalenae
- Viola valderia
- Viola valentiana
- Viola vallenarensis
- Viola wallichiana
- Viola vallicola
- Viola walteri
- Viola wansanensis
- Viola variegata
- Viola vaudensis
- Viola weberbaueri
- Viola websteri
- Viola weibelii
- Viola weinharti
- Viola werdermannii
- Viola veronicifolia
- Viola vespertina
- Viola viarum
- Viola viatkensis
- Viola wiedemannii
- Viola wiesbaurii
- Viola × williamsii
- Viola vilaensis
- Viola wilczekiana
- Viola wilhelmii
- Viola villaquensis
- Viola willkommii
- Viola villosa
- Viola vilnaensis
- Viola vindobonensis
- Viola violacea
- Viola wittrockiana
- Viola volcanica
- Viola voliotisii
- Viola woosanensis
- Viola vorarlbergensis
- Viola woroschilovii
- Viola vourinensis
- Viola wrightiana
- Viola wujekii
- Viola yamatsutai
- Viola yazawana
- Viola yedoensis
- Viola yezoensis
- Viola yildirimlii
- Viola yunnanensis
- Viola yunnanfuensis
- Viola yurii
- Viola yuzufelensis
- Viola zapalowiczii
- Viola zophodes
- Viola zoysii